# Черепашки-ніндзя (мультсеріал, 2012) (4 сезон)
Четвертий сезон мультсеріалу Черепашки-ніндзя виходив в ефір у США на каналі Nickelodeon з 25 жовтня 2015 року по 26 лютого 2017 року .
Чотири фінальні епізоди спочатку були показані у Південній Кореї в середині та наприкінці грудня 2016 року. Це єдиний сезон серії, в якому частини фіналу транслювалися на два різні тижні.

## Історія створення
17 червня 2014 року Nickelodeon замовив четвертий сезон Черепашок-ніндзя .
Четвертий сезон Черепашок-ніндзя виходить в ефір на каналі Nickelodeon із 25 жовтня 2015 року.

## Акторський склад

### Головні ролі
- Сет Грін - Леонардо (26 серій)
- Шон Астін - Рафаель (26 серій)
- Грег Сайпс - Мікеланджело (26 серій)
- Роб Полсен - Донателло, Рафаель з 80-х (26 серій)

### Повторювані ролі
- Мей Вітман - Ейпріл О'Ніл (22 серії)
- Джош Пек - Кейсі Джонс (20 серій)
- Хун Лі - Хамато Йоші / Сплінтер (15 серій)
- Девід Теннант - Фугітоїд (14 серій)
- Ерік Бауза[en] - Тигриний Коготь, Хан, Близнюки Фульчі, Хаммер (9 серій)
- Кевін Майкл Річардсон - Ороку Сакі / Шреддер / Супер Шреддер (9 серій)
- Кленсі Браун - Кріс Бредфорд, Рахзар, Острозуб (7 серій)
- Келлі Ху - Караї (7 серій)
- Майкл Дорн - Капітан Мозар (6 серій)
- Фред Татаскьор[en] - Рокстеді, Череполіцій (6 серій)
- Дж. Б.Смув - Бібоп (5 серій)
- Пітер Стормаре - Лорд Дрегг (5 серій)
- Гвендалін Йо - Шінігамі (4 серії)
- Філ ЛаМарр - Стокман-Муха / Бакстер Стокман (4 серії)
- Крістіан Ланц - Саблезуб (4 серії)
- Кіт Девід - Командор Сал (3 серії)
- Том Кенні - Доктор Тайлер Роквелл (3 серії)
- Рон Перлман - Армаггон (3 серії)
- Зельда Вільямс - Мона Ліза (3 серії)
- Корі Фельдман - Слеш (3 серії)
- Гілберт Готфрід - Верховний Кренг (2 серії)
- Пітер Лурі[en] - Кожеголовий (2 серії)
- Джим Мескімен - Карлос Чанг О'Брайн Гамбе, Генерал Гріфен (2 серії)
- Нолан Норт - Бішоп, Павн, Кренгі, Утроми (2 серії)
- Роббі Ріст[en] - Мондо Гекко (2 серії)

### Гостьові ролі
- Майкл Айронсайд - Імператор Занморан
- Джефф Беннетт - Скрючиніс
- Браян Блум[en] - Дон Візіосо
- Баррі Гордон - Донателло з 80-х
- Джон Дімаджіо - Зіно
- Тед Біаселлі - Скамбаг
- Ендрю Кішино[en] - Фонг
- Кем Кларк - Леонардо з 80-х
- Таунсенд Колман[en] - Мікеланджело з 80-х
- Джеффрі Комбс — Щурячий Король.
- Люсі Лоулесс - Хаїдрала
- Кейт Мікуччі - Рук
- Чарлі Мерфі - Бомбабрюх
- Міна Нодзі[en] — Алопекс
- Даран Норріс[en] - Вертокрил
- Джим Піддок[en] - Овермозок
- Кассандра Петерсон - Королева Утромів
- Патрік Фрейлі — Кренг з 80-х.
- Дуайт Шульц - Вірм

## Епізоди
| № загальний | № у сезоні | Назва серії                                                            | Режисер                   | Автор сценарію                  | Прем'єра в США         | Вироб. код | Глядачі США(мільйони) |
| --- | ---------- | ---------------------------------------------------------------------- | ------------------------- | ------------------------------- | ---------------------- | ---------- | --------------------- |
| 79 | 1          | «Beyond the Known Universe» «За межами відомого Всесвіту»              | Alan Wan                  | Brandon Auman                   | 25 жовтня 2015 року    | 401        | 1.62                  |
| Черепашки знайомляться з дивним інопланетним роботом – Фугітоїдом! |            |                                                                        |                           |                                 |                        |            |                       |
| 80 | 2          | «The Moons of Thalos 3» «Місяці Талосу 3»                              | Michael Chang             | John Shirley                    | 1 листопада 2015 року  | 402        | 1.66                  |
| Зазнавши аварії на покритому льодом місяці разом зі своїми ворогами, герої повинні відкласти розбіжності убік – інакше їм не вижити.                                                                    |            |                                                                        |                           |                                 |                        |            |                       |
| 81 | 3          | «The Weird World Of Wyrm» «Дивний світ Вірма»                          | Sebastian Montes          | Randolph Heard                  | 8 листопада 2015 року  | 403        | 1.60                  |
| Знайшовши гіперкуб, Кейсі звільняє Вірма, істоту з 4-го виміру. |            |                                                                        |                           |                                 |                        |            |                       |
| 82 | 4          | «The Outlaw Armaggon!» «Розбійник Армаггон!»                           | Alan Wan                  | Gavin Hignight                  | 15 листопада 2015 року | 404        | 1.41                  |
| Лорд Дрегг наймає мисливця за головами – акулу Армаггона, щоб знищити Черепах! |            |                                                                        |                           |                                 |                        |            |                       |
| 83 | 5          | «Riddle of the Ancient Aeons» «Загадка стародавніх еонів»              | Michael Chang             | Brandon Auman                   | 10 січня 2016 року     | 405        | 1.62                  |
| Черепашки опиняються на планеті абсолютного зла! |            |                                                                        |                           |                                 |                        |            |                       |
| 84 | 6          | «Journey to the Center of Mikey's Mind» «Подорож у центр розуму Майкі» | Sebastian Montes          | Todd Casey                      | 17 січня 2016 року     | 406        | 1.58                  |
| Мікроскопічні прибульці проникають у підсвідомість Мікі! |            |                                                                        |                           |                                 |                        |            |                       |
| 85 | 7          | «The Arena of Carnage» «Арена кривавої бійні»                          | Alan Wan                  | Peter Di Cicco                  | 24 січня 2016 року     | 407        | 1.58                  |
| Черепашки захоплені та кинуті на бойову Арену Трицератонів! |            |                                                                        |                           |                                 |                        |            |                       |
| 86 | 8          | «The War for Dimension X» «Війна за Вимірювання X»                     | Michael Chang             | Kevin Burke и Chris "Doc" Wyatt | 31 січня 2016 року     | 408        | 1.35                  |
| Черепашки повинні завоювати довіру Ради Утромів, щоб знайти наступний елемент Генератора Чорних дір! |            |                                                                        |                           |                                 |                        |            |                       |
| 87 | 9          | «The Cosmic Ocean» «Космічний океан»                                   | Sebastian Montes          | Mark Henry                      | 13 березня 2016 року   | 409        | 1.52                  |
| Команда подорожує космічним океаном. |            |                                                                        |                           |                                 |                        |            |                       |
| 88 | 10         | «Trans-Dimensional Turtles» «Міжпросторові черепашки»                  | Alan Wan                  | Brandon Auman                   | 27 березня 2016 року   | 410        | 1.53                  |
| Черепашки телепортуються в інший вимір, де вони зустрічають свої копії з 1980-х і працюють із ними спільно, щоб перемогти Кренга.                                                                       |            |                                                                        |                           |                                 |                        |            |                       |
| 89 | 11         | «Revenge of the Triceratons» «Помста трицератонів»                     | Michael Chang & Ben Jones | Randolph Heard                  | 3 квітня 2016 року     | 411        | 1.45                  |
| Донателло розуміє, що рівень його інтелекту поступається інтелекту Фугітоїда, але його інтелект піддається випробуванню, коли Трицератон атакують.                                                      |            |                                                                        |                           |                                 |                        |            |                       |
| 90 | 12         | «The Evil of Dregg» «Зло Дрегга»                                       | Sebastian Montes          | Gavin Hignight                  | 10 квітня 2016 року    | 412        | 1.70                  |
| Коли Рафаель втрачає свою бойову харизму, він має подолати свої почуття, щоб урятувати братів від неминучої загибелі.                                                                                   |            |                                                                        |                           |                                 |                        |            |                       |
| 91 | 13         | «The Ever-Burning Fire» «Вічно палаючий вогонь»                        | Alan Wan                  | John Shirley                    | 17 квітня 2016 року    | 413        | 1.40                  |
| Команда має отримати останню частину Генератора Чорних Дір, хоча шансів на це практично немає. |            |                                                                        |                           |                                 |                        |            |                       |
| 92 | 14         | «Earth's Last Stand» «Остання битва Землі»                             | Michael Chang & Ben Jones | Brandon Auman                   | 24 квітня 2016 року    | 414        | 1.64                  |
| Коли команда досягає Землі, Фугітоїд розкриває жахливу таємницю. |            |                                                                        |                           |                                 |                        |            |                       |
| 93 | 15         | «City of War» «Війна у місті»                                          | Sebastian Montes          | Brandon Auman                   | 14 серпня 2016 року    | 415        | 1.51                  |
| Коли Ейпріл стає справжньою куноїчі, у неї з'являється ворог; Черепашкам доведеться битися зі старими ворогами!                                                                                         |            |                                                                        |                           |                                 |                        |            |                       |
| 94 | 16         | «Broken Foot» «Переможений Фут»                                        | Alan Wan                  | Peter Di Cicco                  | 21 серпня 2016 року    | 416        | 1.46                  |
| Коли Лео потай об'єднався з Караї, він виявляється в значно більшій небезпеці, ніж він міг собі уявити.                                                                                                 |            |                                                                        |                           |                                 |                        |            |                       |
| 95 | 17         | «The Insecta Trifecta» «Потрійна перемога комах»                       | Michael Chang & Ben Jones | Kevin Burke & Chris "Doc" Wyatt | 28 серпня 2016 року    | 417        | 1.40                  |
| Команда має справу з новими поплічниками Бакстера-мухи, Раф повинен перемогти свій страх перед комахами та взяти лідерство на себе!                                                                     |            |                                                                        |                           |                                 |                        |            |                       |
| 96 | 18         | «Mutant Gangland» «Злочинний світ мутантів»                            | Sebastian Montes          | Todd Casey                      | 4 вересня 2016 року    | 418        | 1.20                  |
| Люди Дона Візіозо відстежують мутантів зі смертельною анти-мутантною зброєю! |            |                                                                        |                           |                                 |                        |            |                       |
| 97 | 19         | «Bat in the Belfry» «Кажан у Белрфі»                                   | Alan Wan                  | Eugene Son                      | 11 вересня 2016 року   | 419        | 1.47                  |
| Мікеланджело знайомиться з парочкою дивних супергероїв на ім'я Вертокрил і Скрючинос. |            |                                                                        |                           |                                 |                        |            |                       |
| 98 | 20         | «The Super Shredder» «Супер Шреддер»                                   | Rie Koga                  | Brandon Auman                   | 6 листопада 2016 року  | 420        | 1.47                  |
| Черепашки зіткнуться із тим, кого вони не зможуть перемогти. |            |                                                                        |                           |                                 |                        |            |                       |
| 99 | 21         | «Darkest Plight» «Найстрашніша біда»                                   | Sebastian Montes          | Randolph Heard                  | 13 листопада 2016 року | 421        | 1.26                  |
| ↵Черепашки розшукують свого Сенсея, але незабаром розуміють, що самі стали жертвами полювання. |            |                                                                        |                           |                                 |                        |            |                       |
| 100 | 22         | «The Power Inside Here» «Сила всередині»                               | Alan Wan                  | Peter Di Cicco                  | 20 листопада 2016 року | 422        | 1.21                  |
| ↵Донателло стурбований і вирішує перевірити Ейпріл, згодом виявляючи, що її телекінетичні здібності швидко набирають сили.                                                                              |            |                                                                        |                           |                                 |                        |            |                       |
| 101 | 23         | «Battle of the Tokka and Earth» «Битва Токі и Землі»                   | Rie Koga                  | Gavin Hignight                  | 5 лютого 2017 року     | 423        | 1.23                  |
| Дружба Рафаеля з маленьким Чомпі переривається вторгненням Токкі, яка прийшла на Землю у пошуках його. - Цей епізод вийшов в ефір південнокорейської версії телеканалу Nickelodeon 17 грудня 2016 року. |            |                                                                        |                           |                                 |                        |            |                       |
| 102 | 24         | «Tiger Claw's Story» «Історія Тигрового Кігтя»                         | Sebastian Montes          | Mark Henry                      | 12 лютого 2017 року    | 424        | 1.17                  |
| ↵З'являється небезпечна жінка-мутант на ім'я Алопекс із особистою вендеттою проти Тигриного Кігтя. |            |                                                                        |                           |                                 |                        |            |                       |
| 103 | 25         | «Requiem» «Реквієм»                                                    | Alan Wan                  | Brandon Auman                   | 19 лютого 2017 року    | 425        | 1.01                  |
| Супер Шреддер на всю зброю кидає Сплінтеру виклик на вирішальний бій. - Це перший ефір на Nickelodeon у Південній Кореї 30 грудня 2016 року                                                             |            |                                                                        |                           |                                 |                        |            |                       |
| 104 | 26         | «Owari» «Оварі»                                                        | Rie Koga                  | Brandon Auman                   | 26 лютого 2017 року    | 426        | 1.23                  |
| Після смерті Сплінтера черепашки збираються раз і назавжди покінчити зі Шреддером. - Цього сезону фінал першого ефіру на південнокорейській версії каналу Nickelodeon 30 грудня 2016 року.              |            |                                                                        |                           |                                 |                        |            |                       |